# St. Georg (Aufkirchen)

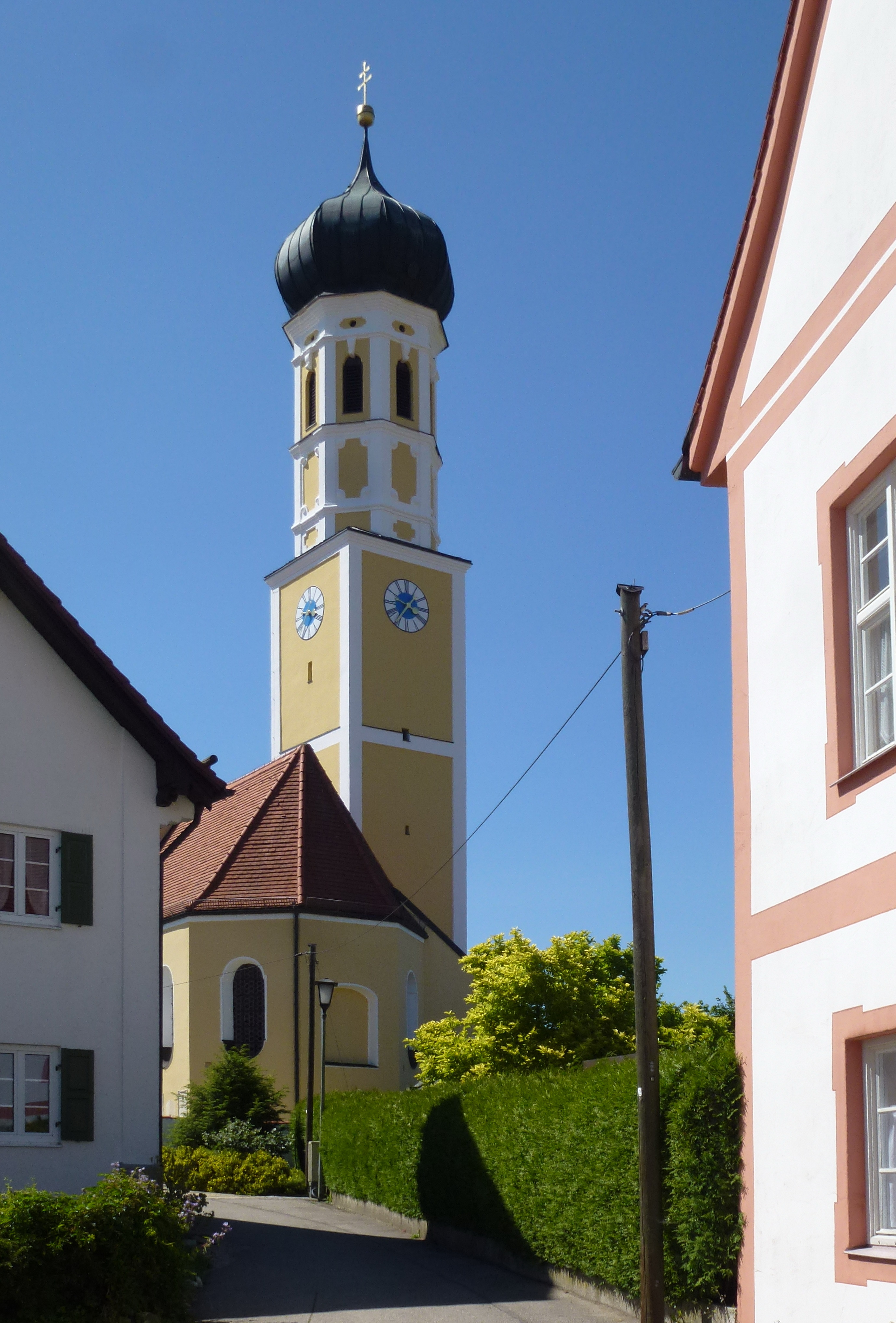
St. Georg in Aufkirchen

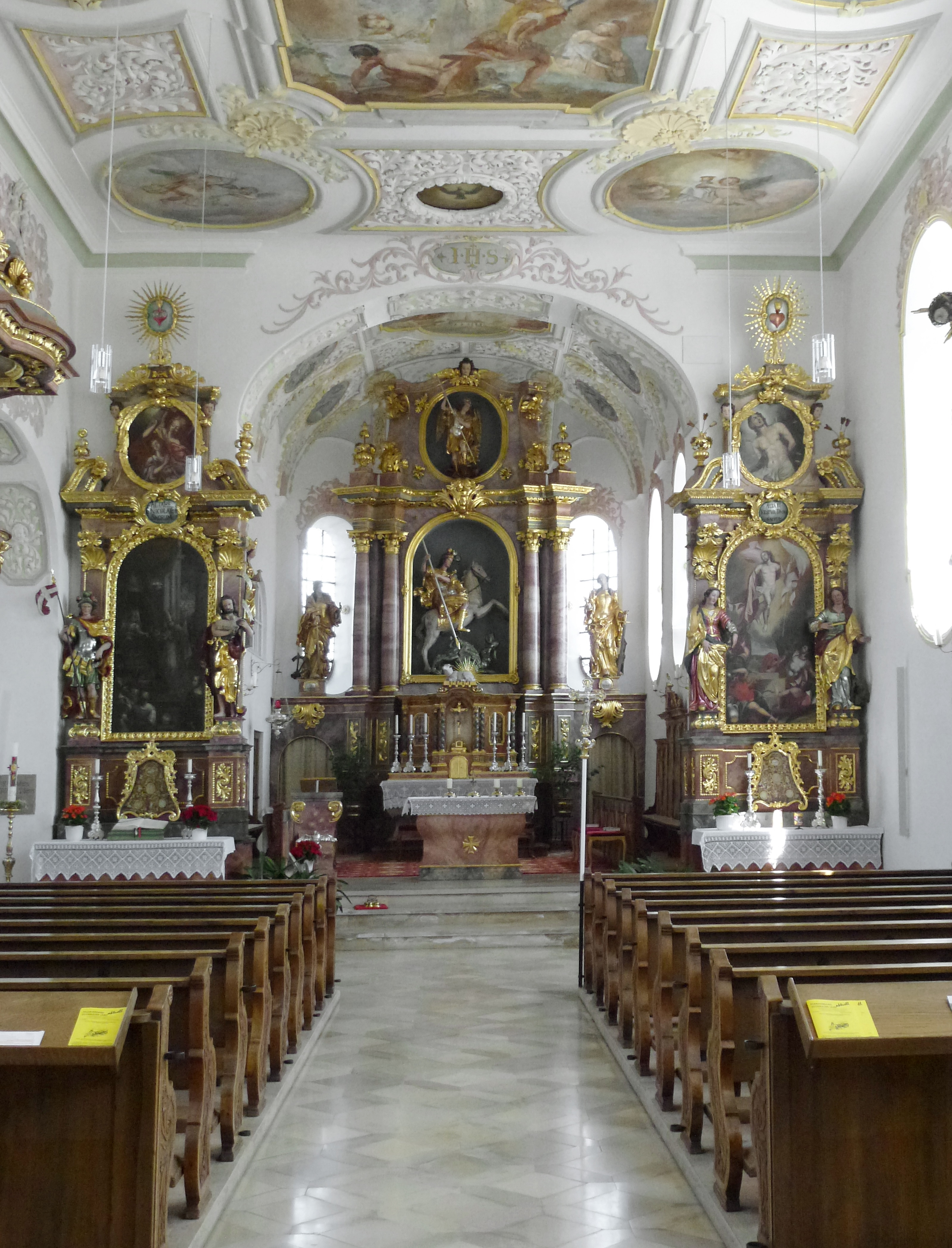
Innenraum

St. Georg ist die römisch-katholische Pfarrkirche in Aufkirchen, einem Gemeindeteil von Egenhofen im oberbayerischen Landkreis Fürstenfeldbruck. Das Bauwerk ist in der Liste der Baudenkmäler in Egenhofen unter der Nr. D-1-79-117-2 eingetragen. Die Kirche gehört zum Dekanat Fürstenfeldbruck im Erzbistum München und Freising.

## Beschreibung
Die spätgotische Saalkirche wurde um 1710 barock umgestaltet. Sie besteht aus einem Langhaus, einem eingezogenen, dreiseitig geschlossenen Chor im Osten und einem Chorflankenturm auf quadratischem Grundriss an der Nordwand des Chors. Sie wurde 1934 nach einem Entwurf von Joseph Elsner junior erneut umgestaltet, das Langhaus wurde dabei nach Westen verlängert. Der Chorflankenturm wurde mit achteckigen Geschossen aufgestockt und mit einer Zwiebelhaube bedeckt.
Der Innenraum des Langhauses ist mit einer Flachdecke überspannt, der des Chors ist mit einem Stichkappengewölbe. Die Altäre und die Kanzel werden am Anfang des 18. Jahrhunderts errichtet. Der Hochaltar ist von den Skulpturen der Heiligen Georg, Katharina von Alexandrien und Barbara von Nikomedien umgeben.
Die Orgel wurde 1887 von Franz Borgias Maerz gebaut.